# لری تاول
لری تاول (انگلیسی: Larry Towell؛ زادهٔ ۱۹۵۳ (۷۱–۷۲ سال)) عکاس،شاعر،مورخ عکاسی خبری اهل کانادا است.تاول به خاطر عکس های از مکان های مهم درگیری سیاسی مانند اوکراین،نیکاراگوئه،السالوادور و افغانستان شهرت داردتاول تحصیلات خود را در کالج هنرهای تجسمی دانشگاه یورک کانادا به اتمام رساند.جایی که به گفته خود اولین بار علاقه به حرفه عکاسی نشان داد تاول در سال 1984 یک عکاس مستقل شدکارهای ابتدایی خود را با مضامین جنگ کنترا درنیکاراگوئه،جنگ داخلی در السالوادور و کهنه سربازهای  ایلات متحده آمریکا در  جنگ ویتنام در معرض عموم  به نمایش گذاشت او در سال 1988 به آژانس عکس مگنوم پیوست او از سال 2008 تا سال 2011 5 بار به افغانستان سفر کرد تا از اثرات اجتماعی جنگ افغانستان عکاسی کنداو در دو فرمت فیلم و عکاسی دیجیتال فعالیت می کند.از او نقل قول شده است:سیاه و سفید شکل شاعرانه عکاسی است.عکاسی دیجیتال فقط برای یک درنگ کوتاه است اما عکاسی سیاه و سفید انباشه عشق و زمان است.او سابقه کار در عکاسی پارانوما (عکاسی سراسرنما) برای طوفان کاترینا در کارنامه آثار خود دارد

## آثار
●سوزاندن کادیلاک(1983)
●ارمغان های جنگ(1988)
●آخرین سنگر سوموسا(1990)
●خانه در خیابان نهم(1994)
●بعد از فلسطین(1999)
●گیتی از منظر ایوان من(2008)
●ویرانه ها:افغانستان(2009)